# Helltaker
Helltaker est un jeu vidéo indépendant freeware mélangeant les genres de puzzle et d'aventure avec des éléments de simulation de drague. Le jeu a été créé par le développeur polonais Łukasz Piskorz (alias vanripper) et est sorti en 2020 sur PC. Il est décrit comme un « jeu court à propos de filles démons bien habillées »,,,.

## Synopsis
Le héros se réveille un matin en ayant un rêve : se constituer un harem de femmes démons. Il décide donc d'aller en enfer pour recruter les futures membres de son harem.

## Système de jeu
Le joueur doit passer une série de niveau-puzzles avec comme objectif à la fin de chaque niveau d'atteindre une fille démon et répondre de manière appropriée à ses questions pour pouvoir l'intégrer dans le harem du héros. Chaque puzzle doit être résolu en poussant des rochers et des soldats squelettiques sur un quadrillage rappelant le concept de Sokoban. Le joueur doit composer avec une limitation du nombre de mouvement qu'il peut effectuer dans chaque niveau en évitant les pics sortant du sol et en collectant des clés pour ouvrir des portes. Après avoir atteint l'objectif, la fille démon du niveau pose une question à laquelle le joueur doit répondre correctement en se basant sur la personnalité de la démone. Une réponse incorrecte provoque une mauvaise fin où le héros est tué et le joueur doit recommencer le niveau depuis le début,.

## Développement
Łukasz Piskorz est le seul développeur du jeu ainsi que son directeur artistique.

## Musique
La bande originale du jeu est composée par Mittsies et comporte cinq pistes. Elle a été mise en ligne le 31 mai 2020.
| Helltaker - Official OST | Helltaker - Official OST | Helltaker - Official OST | Helltaker - Official OST | Helltaker - Official OST | Helltaker - Official OST | Helltaker - Official OST | Helltaker - Official OST | Helltaker - Official OST | Helltaker - Official OST |
| No                       | Titre                    | Durée                    |                          |                          |                          |                          |                          |                          |                          |
| ------------------------ | ------------------------ | ------------------------ | ------------------------ | ------------------------ | ------------------------ | ------------------------ | ------------------------ | ------------------------ | ------------------------ |
| 1.                       | Vitality                 | 3:47                     |                          |                          |                          |                          |                          |                          |                          |
| 2.                       | Apropos                  | 5:26                     |                          |                          |                          |                          |                          |                          |                          |
| 3.                       | Epitomize                | 4:20                     |                          |                          |                          |                          |                          |                          |                          |
| 4.                       | Luminescent              | 4:16                     |                          |                          |                          |                          |                          |                          |                          |
| 5.                       | Vitality (VIP Edit)      | 4:41                     |                          |                          |                          |                          |                          |                          |                          |
| 22:20                    |                          |                          |                          |                          |                          |                          |                          |                          |                          |

## Réception
Le 7 juin 2020, le jeu comptabilisait 21 143 commentaires sur Steam, avec une majorité d'évaluation "Extrêmement positive".